# Johan Pinkse
Johannes Koenradus Pinkse (Amsterdam, 17 november 1904 - aldaar, 12 augustus 1985) was een Nederlands dirigent.
Hij was zoon van Koenradus Johannes Pinkse (arbeider in gemeentelijke gasfabrieken) en Johanna van Leeuwen. Hijzelf trouwde in Den Helder met de Vlielandse Tettje Douwina Smit. Hij werd gecremeerd op Westgaarde
Hij kreeg zijn gedegen opleiding aan het Conservatorium van Amsterdam van B. Dohm en P. Swager (klarinet), Jan Damen en Ferdinand Helmann (viool) en van Ernest Willem Mulder (muziektheorie). Uit die studie vloeide voort dat hij in 1922 klarinettist werd bij de bioscoop Cinema Royal om stomme films te begeleiden. Daarna volgden de Haarlemse Orkestvereniging en sinds 1924 het orkest van de Hilversumse Draad Omroep/AVRO, Er volgt een uitstap naar de Koninklijke Marinierskapel, maar in 1940 speelt hij in het orkest van de KRO. Vanaf de oprichting van de Amsterdamse Politiekapel (APK, Stadmuziekcorps Amsterdamsche Politie) in 1942 (het bestond uit ontslagen musici uit de militaire orkesten) was hij er dirigent, totdat hij op 18 december 1969 met pensioen ging met een concert in de RAI. Hij werd opgevolgd door Karel Kokelaar, die al in 1967 tot onderkapelmeester was benoemd.
In 1968 bracht het orkest een aubade aan de dirigent (dan 25 werkzaam) op zijn woonadres aan de Bilderdijkkade.
In 1969, vlak voor zijn pensioen raakte hij en het orkest in opspraak. Er was voor begeleidende musici door de vakbond NVV/ABK een staking tegenover platenlabels uitgeroepen. Zij wilden een hogere vergoeding maar ook een vergoeding wanneer hun opnamen gebruikt zouden worden op radio en televisie. In die periode trok de kapel en dirigent echter de Soundpush Studio in om wel opnamen voor Negram te verrichten. Het geschil werd echter een storm in een glas water, de reden om toch op te nemen was gelegen in het feit dat de musici van de politiekapel officieel geen musicus waren, maar gemeenteambtenaar (Pinkse was officieel hoofdinspecteur 2e klasse). Wel bracht de situatie een aantal musici in gewetensconflict, meedoen met de staking  (solidair met collegae) of orkest.
De APK gaf jarenlang schoolconcerten om de Amsterdamse jeugd “aan de muziek” te brengen, parkconcerten in de periode van de zesdaagse werkweek en concerten op de Dam voor het VVV-kantoor. Het orkest gaf onder zijn leiding diverse singles en ep's uit. De Stadionmars van Willy Schootemeijer genoot enige bekendheid omdat het werd gespeeld tijdens interlands van het Nederlands elftal in het Olympisch Stadion.